# 阿希达穆斯四世
阿希达穆斯四世 Αρχιδαμος Δ' （活动时期前3世纪）欧里庞提德世系的第27代斯巴达国王（约前305年—前275年在位）。
阿希达穆斯四世是欧达米达斯一世之子。前294年，他在曼提尼亚战役中被马其顿国王德米特里一世（城市的征服者）击败。但由于德米特里一世听闻埃及国王托勒密二世对希腊的威胁行动而撤军，斯巴达免遭灭顶之灾。
阿希达穆斯四世的儿子欧达米达斯二世在其死后继承了王位。
| 前任： 歐達米達斯一世 | 斯巴達國王的歐里龐提德世系 前305年 – 前275年 | 繼任： 歐達米達斯二世 |